# محمد أباد (بابا امان)
محمد أباد (بالفارسية: محمدآباد) هي قرية تقع في إيران في قسم بابا امان الريفي. يقدر عدد سكانها بـ 4,368 نسمة .